# فون (مصطلح)
فون (بالألمانية: von) هو جزء من الإسم العائلي الألماني كانت تدل على النبالة وكانت تشير إلى منطقته الأصل وتعني من، فمثلاً اسم هانس فون دويسبورغ تعني أن هانس من مدينة دويسبورغ، تستخدم هذه الألقاب في ألمانيا والنمسا والسويد وفنلندا بينما يتم تحويلها إلى كلمة فان في اللغة الهولندية.